# Cristianismo ortodoxo
Cristianismo ortodoxo são duas famílias de Igrejas cristãs, que não estão em comunhão com a Igreja Católica Romana e que nem estão em comunhão entre si desde o tempo do Concílio de Calcedônia em 451.
O termo ortodoxia (com letra minúscula) pode significar conformidade com os princípios de qualquer doutrina geralmente aceita. Fala-se, por exemplo, da ortodoxia marxista. E em vez de indicar falta de conformidade com a Igreja Católica, o termo ortodoxia (sempre com minúscula) pode significar precisamente conformidade com o dogma católico.
O termo "Ortodoxo", com O maiúsculo, é comummente aplicado como denominação distinta a dois grupos específicos de igrejas cristãs conhecidas como Igrejas Ortodoxas, assim chamadas mesmo por aqueles que questionam a sua reivindicação de serem exclusivamente ortodoxas.

## Igrejas Ortodoxas
Distinguem-se as duas famílias de Igrejas Ortodoxas de acordo com a respectiva atitude a respeito do Concílio de Calcedónia com a sua definição "Um só e mesmo Cristo, Senhor, Filho Único que devemos reconhecer em duas naturezas". As Igrejas que aceitam o concílio e a sua doutrina do diofisismo são chamadas de calcedonianas; as que rejeitam o concílio, preferindo a doutrina do miafisismo são chamados de orientais ortodoxos. Usam-se diversas denominações para cada uma das duas famílias de Igrejas.
Em busca de neutralidade, nas línguas alemã e inglesa geralmente empregam-se duas palavras sinónimas do significado "oriental". Assim em inglês, as Igrejas calcedonianas são chamadas "Eastern Orthodox", as não calcedonianas "Oriental Orthodox". Os correspondentes nomes em alemão são "östlich-orthodoxe" e "orientalisch-orthodoxe".
Em espanhol os nomes geralmente usados são respectivamente "ortodoxas bizantinas" e "ortodoxas orientales"; e em francês "orthodoxes chalcédoniennes" e "orthodoxes orientales".
Na Wikipédia portuguesa empregam-se os seguintes nomes:
- Para as Igrejas ortodoxas que aceitam o Concílio de Calcedónia: Igreja Ortodoxa (nome principal), ou Igreja Católica Ortodoxa, Igreja Católica Apostólica Ortodoxa, Cristianismo Ortodoxo, ou Catolicismo Ortodoxo;
- Para as Igrejas ortodoxas que rejeitam o Concílio de Calcedónia: Igrejas Orientais Ortodoxas (nome principal), ou Igreja Ortodoxa Oriental ou Ortodoxia Oriental.

## Ortodoxos calcedonianos ou bizantinos
As Igrejas ortodoxas calcedonianas aceitam somente os primeiros sete concílios ecumênicos. Por ser de tradição oriental, se distinguem de outras Igrejas que também aceitam somente os mesmos sete concílios ecumênicos: por exemplo, a Velha Igreja Católica. Por vezes os ortodoxos calcedonianos são definidos como os cristãos que estão em comunhão com o patriarca ecumênico de Constantinopla. Alguns escritores consideram esta definição inadequada. Na teologia ortodoxa, Constantinopla poderia caducar da comunhão ortodoxa. E houve tempos nos quais algumas igrejas ortodoxas não estavam em comunhão com Constantinopla, por exemplo, o patriarcado de Moscou em 1966. O patriarca de Constantinopla tem, entre os chefes das outras Igrejas a posição de primus inter pares. Todas as jurisdições desta família ortodoxa têm o rito bizantino como o rito ordinário, apesar de haver minorias praticantes de outros ritos, como os ocidentais.

## Ortodoxos orientais
As Igrejas Orientais Ortodoxas aceitam três Concílios Ecumênicos, o de Nicéia, Constantinopla e Éfeso. São unidas pela profissão de fé no miafisismo, afirmando, de acorde com a expressão de Cirilo de Alexandria, "uma natureza do Verbo de Deus encarnado", que na pessoa una de Jesus Cristo, a divindade e a humanidade estão unidas em uma única ou singular natureza, unidas sem separação, sem confusão e sem alteração. Não há para estas Igrejas uma figura correspondente à do Patriarca de Constantinopla para as Igrejas ortodoxas calcedonianas, e têm uma grande variedade de formas litúrgicas. O Conselho Mundial de Igrejas dá a seguinte lista das seis Igrejas Orientais Ortodoxas:
- Igreja Ortodoxa Copta
- Igreja Ortodoxa Síria
- Igreja Apostólica Armênia
- Igreja Ortodoxa Etíope
- Igreja Ortodoxa Eritreia
- Igreja Ortodoxa Indiana